# Anastoechus turkestanicus
Anastoechus turkestanicus är en tvåvingeart som beskrevs av Paramonov 1926. Anastoechus turkestanicus ingår i släktet Anastoechus och familjen svävflugor. Inga underarter finns listade i Catalogue of Life.